# Ельдигинский сельский округ
Ельдигинский сельский округ — упразднённая административно-территориальная единица, существовавшая на территории Пушкинского района Московской области в 1994—2006 годах.
Ельдигинский сельсовет был образован в первые годы советской власти. По данным 1918 года он входил в состав Софринской волости Дмитровского уезда Московской губернии.
13 октября 1919 года Софринская волость была передана в Сергиевский уезд.
В 1927 году из Ельдигинского с/с были выделены Петушковский и Семёновский с/с.
В 1926 году Ельдигинский с/с включал сёла Ельдигино и Семёновское, деревни Дарьино, Матюшино, Петушки и Раково, а также школьный посёлок.
В 1929 году Ельдигинский сельсовет вошёл в состав Пушкинского района Московского округа Московской области. При этом к нему был присоединён Семёновский с/с.
20 августа 1930 года Ельдигинский с/с был передан в особую административно-территориальную единицу Зелёный Город.
9 декабря 1934 года Зелёный Город был упразднён и Ельдигинский с/с вернулся в Пушкинский район.
14 июня 1954 года Ельдигинский с/с был упразднён, а его территория передана в Матюшинский с/с.
30 сентября 1960 года Ельдигинский с/с был восстановлен в составе Калининградского района путём преобразования Степаньковского с/с.
24 апреля 1962 года Калининградский район был преобразован в Пушкинский район.
1 февраля 1963 года Пушкинский район был упразднён и Ельдигинский с/с вошёл в Мытищинский сельский район. 11 января 1965 года Ельдигинский с/с был возвращён в восстановленный Пушкинский район.
3 февраля 1994 года Ельдигинский с/с был преобразован в Ельдигинский сельский округ.
В ходе муниципальной реформы 2004—2005 годов Ельдигинскийй сельский округ прекратил своё существование как муниципальная единица. При этом деревня Зимогорье была передана в городское поселение Зеленоградский, а остальные населённые пункты — в сельское поселение Ельдигинское.
29 ноября 2006 года Ельдигинский сельский округ исключён из учётных данных административно-территориальных и территориальных единиц Московской области.